# 加州星球
加州星球（英語：California Spangle），是一匹曾在香港和杜拜出賽的賽駒，為2023/2024馬季最佳短途馬，來港後練馬師是告東尼。競賽生涯中三勝國際一級賽。

## 簡介

### 2020/2021馬季
2021年6月13日，「加州星球」於香港首次出賽便一出即勝，打開其在港的勝利之門。

### 2021/2022馬季
2022年1月30日，蔡明紹策騎「加州星球」出戰四歲系列賽首關香港經典一哩賽，取得第二名，敗給累計錄得五戰全勝佳績的另一明星馬「浪漫勇士」。
2022年2月27日，「加州星球」換上冠軍級騎師潘頓策騎，成功報一箭仇，在與「浪漫勇士」再次正面交鋒下勝出四歲系列賽次關香港經典盃。賽後，潘頓說道：「能夥拍如此優秀的賽駒勝出香港經典盃，實在是最好不過。回想首次策騎牠時，我已感覺到牠絕非池中物。今仗途程對牠來說其實未盡合適，但牠確實具相當級數，在面對同齡對手之下，今日便能夠完成任務。」他補充：「賽事的發展一如我們計劃般，馬兒出閘俐落，雖然早段同時有對手想上前向我們施壓，但馬兒走來並沒有搶口，沿途能順著步韻競跑，當各駒均穩定走勢時，我的坐騎早已能放鬆來跑。當然，我有擔心過戰至最後二百米的情況會是如何，因為當其時牠已未能增速，但牠仍能維持走勢，表現出色。」練馬師告東尼說道：「我們的計劃一直進展順利，現時我們便只等待打吡大賽。」他續說：「我們向來都有信心馬兒能應付今仗途程，因為牠的母系出自曾贏愛爾蘭打吡的長途佳駟『灌木叢』，血統方面已有根據，我亦相信牠可以扳至2000米途程。我認為牠今仗可在前輕鬆領放，之後只等候其他對手追趕，亦認定牠跑此程可應付裕如。即使牠是匹出色的短途馬，但由第一日開始，我們的戰術都是先採取主動，再等待對手上前挑戰之時，我們便再發力，今仗騎師沿途都操控得很好，人馬表現均極之出色。」
2022年3月20日，潘頓策騎「加州星球」出戰四歲系列賽尾關香港打吡大賽，於賽事末段與田泰安策騎的「浪漫勇士」鬥足一條直路，最終僅以頭位之差不敵對手，取得第二名。
2022年4月24日，潘頓策騎「加州星球」出戰國際一級賽冠軍一哩賽，末端雖被香港馬王「金鎗六十」超越，但成功力抗一眾更年長的賽駒，取得第二名。賽後，「加州星球」的本地評分被評磅員大幅增加10分，由原本的101分增加至111分。

### 2022/2023馬季

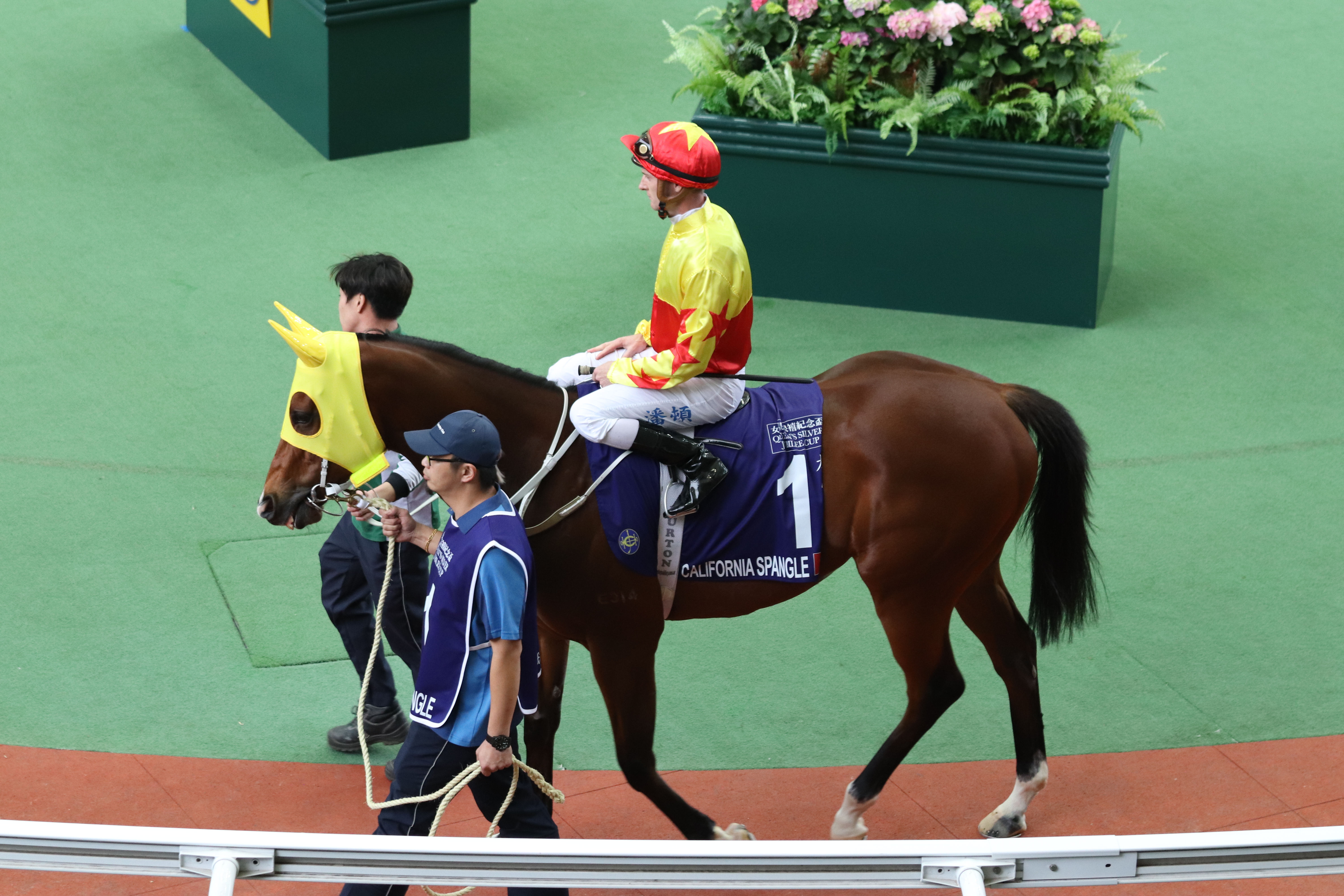
2023年3月19日，「加州星球」競逐女皇銀禧紀念盃2023，騎師為潘頓

2022年9月25日，潘頓策騎「加州星球」以輕鬆姿態勝出國際三級賽慶典盃。賽後，潘頓說道：「坐騎比上季跑來更加放鬆，這顯示馬兒續有進步。牠在賽事中比以往更懂得放鬆，下一仗應該讓牠跑一哩賽。這匹馬以前會有點心急及搶口，但現在看來已經大為收斂，精神更加集中。我認為牠在繼續進步中。」他補充：「馬兒今日跑來口勁收斂了許多，尤其是在當時的步速下，牠應付得很好。這是非常好、非常好的現象。如果牠將來能夠繼續以這樣的方式來競逐，必定對牠自己大有幫助。」練馬師告東尼表示：「我認為牠是匹一哩馬，一匹正宗放頭馬。跑1200米的話，如果排在外檔，不容易佔欄領放。但跑1600米的話就不同了，我認為沒有甚麼對手可以比牠更快，牠可以輕易帶出，並且自己控制步速。」他說道：「這是牠迄今贏得最容易的一仗，潘頓騎來很輕鬆，幾乎沒有需要催策坐騎。馬兒起步佔先，輕易佔欄，轉彎時可以放鬆，入直路後只有一匹對手上前挑戰，但未能製造任何威脅。所以我認為這是牠贏得最容易的一仗。」這場勝仗令「加州星球」的本地評分被評磅員再次大幅增加10分，由原本的111分增加至121分。
2022年10月16日，潘頓策騎「加州星球」勝出國際二級賽沙田錦標。賽後，潘頓說道：「『加州星球』今日無疑以從容的姿態取勝，但如果再與『金鎗六十』同場較量，則大抵須比今日的表現再多一點兒進步，方有爭勝把握。然而，今日牠的表現實在相當出色，不要忘記今仗牠須負較重的磅位 (133磅)，且看牠下仗的演出會是如何，畢竟屆時牠的負磅將會較『金鎗六十』為輕，之後便是12月的大日子了。這實在令人期待，『金鎗六十』是我們近季的馬王，以其表現亦屬實至名歸，對上一次我們與牠同場作賽時，牠亦能將我們擊敗。現階段而言，我認為『金鎗六十』的實力大抵仍在我們之上，但『加州星球』仍在進步中，我們十分期待這場大戰。我認為牠今日的表現已相當輕鬆，牠自外檔出閘十分迅速，在毋須催策下已能上前切入內疊領放，我亦不想太早便作出催策，亦想讓牠在中段有空間讓牠回氣。今仗牠走來十分放鬆，因此全程能輕鬆主宰大局。沿途我都能從容發揮，如果今日在此形勢下牠未能取勝，我將會頗為失望，但牠最終亦能完成任務，交出本身應有水準，亦可望能續有進步。牠是匹令人雀躍的好馬，亦是我一直希望能尋覓的優質坐騎，並期待日後牠可以更上一層樓。」練馬師告東尼說道：「現時牠更易於駕馭，牠會讓鞍上人發施號令後才加速，這點十分重要，今日牠依然是速度最快的一駒，起步後瞬即主宰步速，而潘頓亦信心十足，將馬兒最好的一面發揮得淋漓盡致，亦展現出一位好騎師可以令坐騎交出進步的表現，原因正是人馬配合得天衣無縫。」
2022年12月11日，潘頓策騎「加州星球」勝出國際一級賽香港一哩錦標，成功遏止香港馬王「金鎗六十」取得三連霸。賽後，潘頓說道：「早段跑得輕鬆。告東尼吩咐我，如果可以的話，就讓馬兒比上仗放得稍微快一點亦無妨。馬兒今季跑來更覺從容，一點也不搶口，即使我嘗試催促牠跑快一點，但牠仍然好整以暇等待其他馬匹追上來。我覺得今日所見這匹馬的跑法已經更具彈性。當『美麗同享』上前與牠並跑時，牠樂意讓對方領先，而且知道自己應該怎樣做，牠在後面保持理想的步韻，並且意圖追趕對方。然後當牠超前之後，牠又想稍微等一等，這是我最為擔心的一刻，因為我可以感覺到『金鎗六十』在我的頸後呼氣。今天我在二百米處及一百米處都一度以為可能被牠追上，但牠始終未能超越我們。我們力戰到底，終於得嚐勝果。牠真是一匹很好的馬，服役以來表現一直出色，值得躋身頂級佳駟行列。儘管上次敗在『金鎗六十』蹄下，但『金鎗六十』是我在這裡見過的最好一匹馬，所以那一場落敗不足為辱。每跑一場牠都有所進步，牠是匹天分極高的賽駒，性能廣泛，1000米、1200米、1600米乃至1800米都贏過，即使2000米也是僅敗，甚少馬匹能夠做到同樣的事。」練馬師告東尼說道：「怎樣跑這場賽事，我們事前已擬定了策略，但瞬息間甚麼事情都有可能發生，尚幸結果一切皆如我們所願。『加州星球』是一匹當起的質新馬，與『金鎗六十』的年齡差距是牠的有利之處。我認為這是今仗我們能夠取勝的原因。」他深信旗下這匹天才橫溢的佳駟將來可以更上一層樓，他說道：「假以時日，像『加州星球』這樣年輕的馬會更加成熟進步。要將一匹馬的身體狀況調校得好不難，難的是如何在心理上教好牠，這是訓練馬匹的最難之處。我相信『加州星球』的競賽心態已經變得更加專業，牠一直都在進步中。顯而易見，當你有一位優秀的騎師如潘頓，你就不會犯錯。」」
2023年1月29日，潘頓策騎「加州星球」出戰國際一級賽董事盃，不敵香港馬王「金鎗六十」及「浪漫勇士」，取得第三名。
2023年3月9日，「加州星球」在世界馬匹排名中以122分的評分排名第三位。
2023年3月19日，潘頓策騎「加州星球」出戰國際一級賽女皇銀禧紀念盃，不敵「金鑽貴人」，取得第二名。
2023年4月9日，潘頓策騎「加州星球」勝出國際二級賽主席錦標。賽後，潘頓對於「加州星球」需力拼下才能壓倒「發財先鋒」及「美麗同享」略感意外。他說道：「可能今次是『加州星球』首次跟隨領放馬，因此在直路出頭後，牠或許認為任務完成而在末段稍為鬆懈，但我認為今仗之勝能加強牠的信心。我本以為『加州星球』會輕鬆取勝，而非只有半個馬位優勢，但最終不負眾望。」練馬師告東尼說道：「我對『加州星球』能夠取勝感到非常欣喜，但下次賽事我們必定會採取領放戰略。今天跟隨領放馬的跑法不是最佳跑法，而且賽事時間1分34秒17亦頗慢。我們不會重蹈覆轍，這種策略並不適合『加州星球』，牠要採取主動，自行領放。雖然如此，牠仍獲得最後勝利。『加州星球』刻下勇況正盛，我認為牠已為4月30日的賽事準備就緒，我有信心牠能再次擊敗『金鎗六十』。」
2023年4月30日，潘頓策騎「加州星球」出戰國際一級賽冠軍一哩賽，不敵香港馬王「金鎗六十」及「美麗同享」，取得第三名。

### 2023/2024馬季
2023年10月15日，布文策騎「加州星球」勝出國際二級賽沙田錦標，使得「加州星球」再度奪得這項賽事的勝利，而「加州星球」的慣常騎師潘頓則夥拍了「永遠美麗」出爭此賽。賽後，布文說道：「我只將焦點集中在我的坐騎身上，確保牠能順著本身的節奏競跑。牠是一匹喜愛自己順放的賽駒，然而今仗早段沒有其他對手上前向我的坐騎施壓，這確令我有點意外。即使如此，我也沒想過早段讓牠以太快的速度放頭競跑。牠今仗需負135磅重磅上陣，但由於沿途沒有受到太大壓力，這點有助牠於末段維持勁勢。賽前我有信心馬兒今日可以交出上佳表現，無論最終勝或負，牠總不會令我們失望。」練馬師告東尼說道：「布文是位世界級騎師。馬兒今日在賽事中展現其級數，同時騎師的鞍上發揮亦無懈可擊。此駒早前進行第二次試閘後，牠的進度一度顯得有點徘徊，但牠最終成功克服過來，這或許是馬兒今次能夠獲勝的關鍵。牠一直是我的馬房之星，馬兒現時或許是我廐的唯一星級賽駒，布文將會繼續為我效力，在日後的賽事中繼續夥拍牠上陣。」
2024年3月10日，艾道拿策騎「加州星球」勝出國際一級賽女皇銀禧紀念盃。
2024年3月30日，艾道拿於美丹馬場策騎「加州星球」勝出國際一級賽阿喬斯短途錦標，成為繼「時尚風采」及「崇山寶」之後，歷來第三匹勝出此項大賽的香港賽駒，亦替練馬師告東尼的告氏家族相隔14年再次勝出此賽。「加州星球」以1分07秒50跑畢全程，刷新阿喬斯短途錦標（1200米）的賽事紀錄時間，也打破之前由「飛馳在野」所保持的美丹1200米草地跑道場地紀錄（1分07秒61）。賽後，艾道拿說道：「這是相當特別的一刻，告東尼給我這匹甚具實力的坐騎，今仗牠由1400米縮程上陣，告東尼賽前給我信心，表示讓牠順勢取位及競跑便可，而我亦跟隨這個指示，並在陣上儘量讓馬兒遠離對手獨自競跑。我感覺到我沿途均居於前列，當我們跑過最後四百米後不久，我隨即展開催策，而牠亦展現銳利加速力。之後馬兒看似等待對手上前挑戰，當戴圖理的坐騎（『妙密星』）及其他賽駒靠近與我駒爭持時，我感到牠再一次發力並保持優勢。牠是一匹了不起的良駒。我只曾兩度策牠上陣，而牠已取下兩項一級賽冠軍。能夠在世界賽馬舞台及代表香港出賽，我感到與有榮焉。馬兒足以與其他強手媲美，牠當具頂級實力。能夥拍牠在港勝出那場1400米大賽，經已別具意義，今次可以代表香港更在國際舞台攻下大賽，卻是更勝一籌。」練馬師告東尼說道：「牠今日跑來就像匹馬王級佳駟。這場勝仗意義重大，對每一位練馬師來說，他們都渴望從練時能在海外勝出大賽，這就像是你工作的其一部分。在你的從練生涯中，你總希望能夠取得好些成就，勝出好些大賽，單單勝出某些重要性較次的賽事並不足夠。勝出大賽才是至為重要，這就是賽馬運動的精粹所在。牠今仗成功擊敗『妙密星』這匹非常出色的短途馬。我們會將目標放回香港，劍指於四月底舉行的短途大賽，我們將與『金鑽貴人』正面交鋒，我相信牠現時已是一匹短途馬，多於是一匹一哩賽駒。」
2024年4月28日，艾道拿策騎「加州星球」出戰國際一級賽主席短途獎，不敵「賢者無敵」，取得第二名。

### 2024/2025馬季及退役
2024/25馬季，「加州星球」三次都不敵最大進步馬匹「嘉應高昇」，在華商會挑戰盃後決定於2025年1月19日轉戰董事盃，以免在百週年紀念短途盃內正面交鋒，練馬師告東尼說道：「一場是一哩賽，一場是短途賽。我想我會選擇那場一哩賽。我們無法擊敗「嘉應高昇」牠的實力太強。我對「加州星球」非常滿意 、牠現時狀態很好，一切都令人滿意 。」可是，該駒其後亦三連敗（包括在董事盃不敵「遨遊氣泡」跑第八名，以及在女皇銀禧紀念盃重遇兼不敵「嘉應高昇」跑第六名。）
2025年3月30日，「加州星球」出戰短途錦標再次不敵「嘉應高昇」跑第六名，其後被發現左前球節受傷。同年4月10日，香港賽馬會正式宣佈「加州星球」從香港現役馬匹名單中除名。 退役後，「加州星球」乃赴澳洲墨爾本Living Legends牧場頤養天年。

## 同父馬
曾於香港服役出賽並曾勝出大賽的同父馬包括：
- 永遠美麗：曾勝出G1 冠軍一哩賽（2024）、G2 馬會一哩錦標（2023）、G3 獅子山錦標（2023）、G3 精英盃（2023）
- 美麗第一：曾勝出G3 國慶盃（2024）、第一班盃賽皮亞士紀念挑戰盃（2025）

## 在港勝出賽事全紀錄
| 比賽日期   | 賽事名稱                   | 賽事班次 | 賽道 | 賽事路程 | 比賽馬場 | 名次 | 完成時間 | 騎師   |
| ---------- | -------------------------- | -------- | ---- | -------- | -------- | ---- | -------- | ------ |
| 13/06/2021 | 東灣平磅賽                 | 新馬賽   | 草地 | 1000米   | 沙田馬場 | 1    | 0:55.33  | 郭能   |
| 04/07/2021 | 皮亞士紀念挑戰盃（平磅賽） | 新馬賽   | 草地 | 1200米   | 沙田馬場 | 1    | 1:08.47  | 郭能   |
| 21/11/2021 | 中銀香港BOC PAY讓賽        | 第三班   | 草地 | 1200米   | 沙田馬場 | 1    | 1:08.70  | 潘頓   |
| 12/12/2021 | 龍王讓賽                   | 第二班   | 草地 | 1200米   | 沙田馬場 | 1    | 1:08.97  | 蔡明紹 |
| 16/01/2022 | 澤安讓賽                   | 第二班   | 草地 | 1200米   | 沙田馬場 | 1    | 1:08.34  | 潘頓   |
| 27/02/2022 | 香港經典盃                 | 四歲馬   | 草地 | 1800米   | 沙田馬場 | 1    | 1:46.98  | 潘頓   |
| 25/09/2022 | 慶典盃（讓賽）             | G3       | 草地 | 1400米   | 沙田馬場 | 1    | 1:20.49  | 潘頓   |
| 16/10/2022 | 東方表行沙田錦標（讓賽）   | G2       | 草地 | 1600米   | 沙田馬場 | 1    | 1:33.41  | 潘頓   |
| 11/12/2022 | 浪琴香港一哩錦標           | G1       | 草地 | 1600米   | 沙田馬場 | 1    | 1:33.41  | 潘頓   |
| 09/04/2023 | 主席錦標                   | G2       | 草地 | 1600米   | 沙田馬場 | 1    | 1:34.17  | 潘頓   |
| 15/10/2023 | 沙田錦標（讓賽）           | G2       | 草地 | 1600米   | 沙田馬場 | 1    | 1:34.18  | 布文   |
| 10/03/2024 | 女皇銀禧紀念盃             | G1       | 草地 | 1400米   | 沙田馬場 | 1    | 1:22.18  | 艾道拿 |

## 在港一級賽出賽全紀錄
| 比賽日期   | 賽事名稱           | 賽事班次 | 賽道 | 賽事路程 | 比賽馬場 | 名次 | 完成時間 | 騎師   |
| ---------- | ------------------ | -------- | ---- | -------- | -------- | ---- | -------- | ------ |
| 24/04/2022 | 富衛保險冠軍一哩賽 | G1       | 草地 | 1600米   | 沙田馬場 | 2    | 1:33.14  | 潘頓   |
| 11/12/2022 | 浪琴香港一哩錦標   | G1       | 草地 | 1600米   | 沙田馬場 | 1    | 1:33.41  | 潘頓   |
| 29/01/2023 | 董事盃             | G1       | 草地 | 1600米   | 沙田馬場 | 3    | 1:34.19  | 潘頓   |
| 19/03/2023 | 女皇銀禧紀念盃     | G1       | 草地 | 1400米   | 沙田馬場 | 2    | 1:21.29  | 潘頓   |
| 30/04/2023 | 富衛保險冠軍一哩賽 | G1       | 草地 | 1600米   | 沙田馬場 | 3    | 1:33.68  | 潘頓   |
| 10/12/2023 | 浪琴香港一哩錦標   | G1       | 草地 | 1600米   | 沙田馬場 | 13   | 1:35.52  | 蘇銘倫 |
| 21/01/2024 | 董事盃             | G1       | 草地 | 1600米   | 沙田馬場 | 4    | 1:34.53  | 布文   |
| 10/03/2024 | 女皇銀禧紀念盃     | G1       | 草地 | 1400米   | 沙田馬場 | 1    | 1:22.18  | 艾道拿 |
| 28/04/2024 | 主席短途獎         | G1       | 草地 | 1200米   | 沙田馬場 | 2    | 1:09.58  | 艾道拿 |
| 08/12/2024 | 浪琴香港短途錦標   | G1       | 草地 | 1200米   | 沙田馬場 | 4    | 1:08.48  | 艾道拿 |
| 19/01/2025 | 董事盃             | G1       | 草地 | 1600米   | 沙田馬場 | 8    | 1:36.18  | 艾道拿 |
| 23/02/2025 | 女皇銀禧紀念盃     | G1       | 草地 | 1400米   | 沙田馬場 | 6    | 1:20.76  | 艾道拿 |

## 在港以外大賽出賽全紀錄
| 比賽日期   | 賽事名稱       | 賽事班次 | 賽道 | 賽事路程 | 比賽馬場 | 名次 | 完成時間 | 騎師   |
| ---------- | -------------- | -------- | ---- | -------- | -------- | ---- | -------- | ------ |
| 30/03/2024 | 阿喬斯短途錦標 | G1       | 草地 | 1200米   | 美丹馬場 | 1    | 1:07.50  | 艾道拿 |

## 外部連結
- . 2022-02-27  [2022-02-27]. （原始内容存档于2022-02-27）.
- . 2022-09-25  [2022-09-25]. （原始内容存档于2022-10-01）.
- . 2022-10-16  [2022-10-16]. （原始内容存档于2022-10-24）.
- . 2022-12-11  [2022-12-11]. （原始内容存档于2024-01-26）.
- . 2023-04-09  [2023-04-09]. （原始内容存档于2024-01-26）.
- . 2023-10-15  [2023-10-15]. （原始内容存档于2024-01-26）.
- . 2024-03-10  [2024-03-10]. （原始内容存档于2024-03-13）.
- . 2023-03-27  [2023-03-27]. （原始内容存档于2024-03-30）.
- . 2025-04-11  [2025-04-11].